# Holmtjärnen (Råneå socken, Norrbotten, 734818-177715)
Holmtjärnen är en sjö i Bodens kommun i Norrbotten och ingår i Råneälvens huvudavrinningsområde.